# 衣索比亞高原

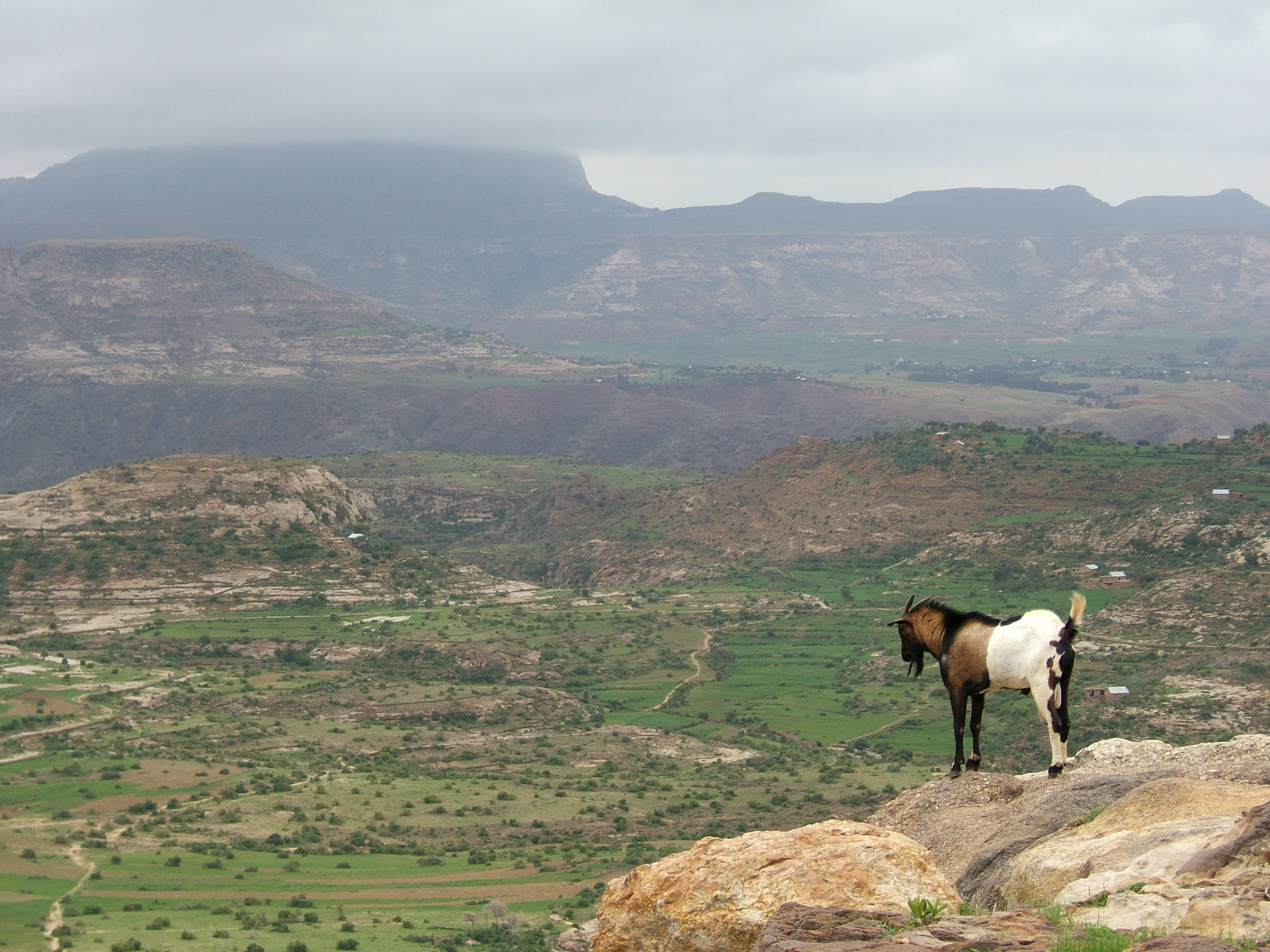
埃塞俄比亚高原与拉斯·达善峰的背景。

衣索比亞高原（又譯埃塞俄比亞高地）是非洲國家埃塞俄比亞、厄立特里亞和索馬里的一個高原，由一群堅固且大規模的山構成，在非洲之角的索馬里北部及衣索比亞。它有時也被稱為“非洲屋脊”（Roof of Africa），因為它的高度和很大的面積。
衣索比亞高原的平均海拔約為4,000公尺，其面積約占12萬平方公里，在7,500萬年前形成，最高點在拉斯·达善峰，海拔4,550米，是阿特巴拉河、阿瓦什河、青尼羅河和奧莫河的發源地。

## 外部連結
- Ethiopian montane forests (World Wildlife Fund) （页面存档备份，存于）
- Ethiopian montane grasslands and woodlands (World Wildlife Fund) （页面存档备份，存于）
- Ethiopian montane moorlands (World Wildlife Fund) （页面存档备份，存于）
- Ethiopian Wolf Conservation Programme  （页面存档备份，存于）

12°32′00″N 41°23′8″E / 12.53333°N 41.38556°E